# Flüssigsauerstoff

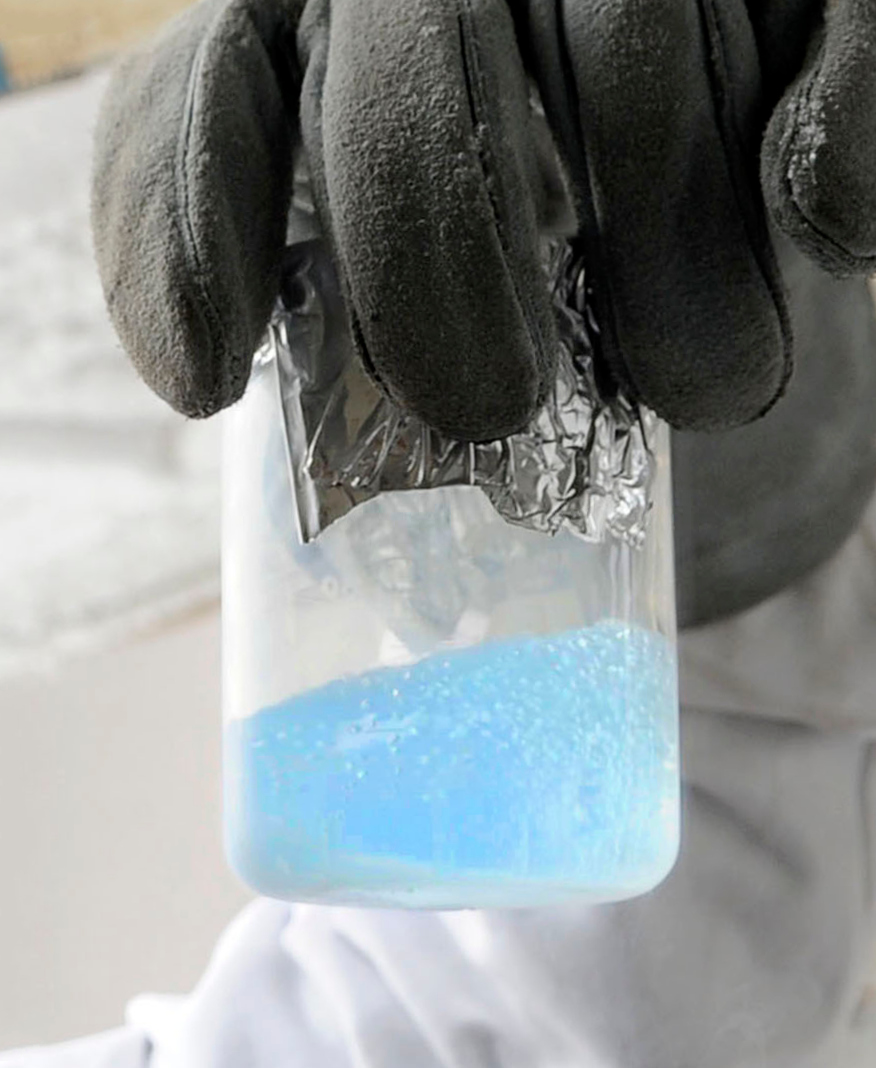
Flüssigsauerstoff in einem Becherglas.

Flüssigsauerstoff (in Industrie, Luft-, Raum- und Schifffahrt auch LOX oder LO2;  für englisch Liquid Oxygen bzw. O2 für die Summenformel von molekularem Sauerstoff) ist die flüssige Form des Elements Sauerstoff.

## Herstellung und Verwendung

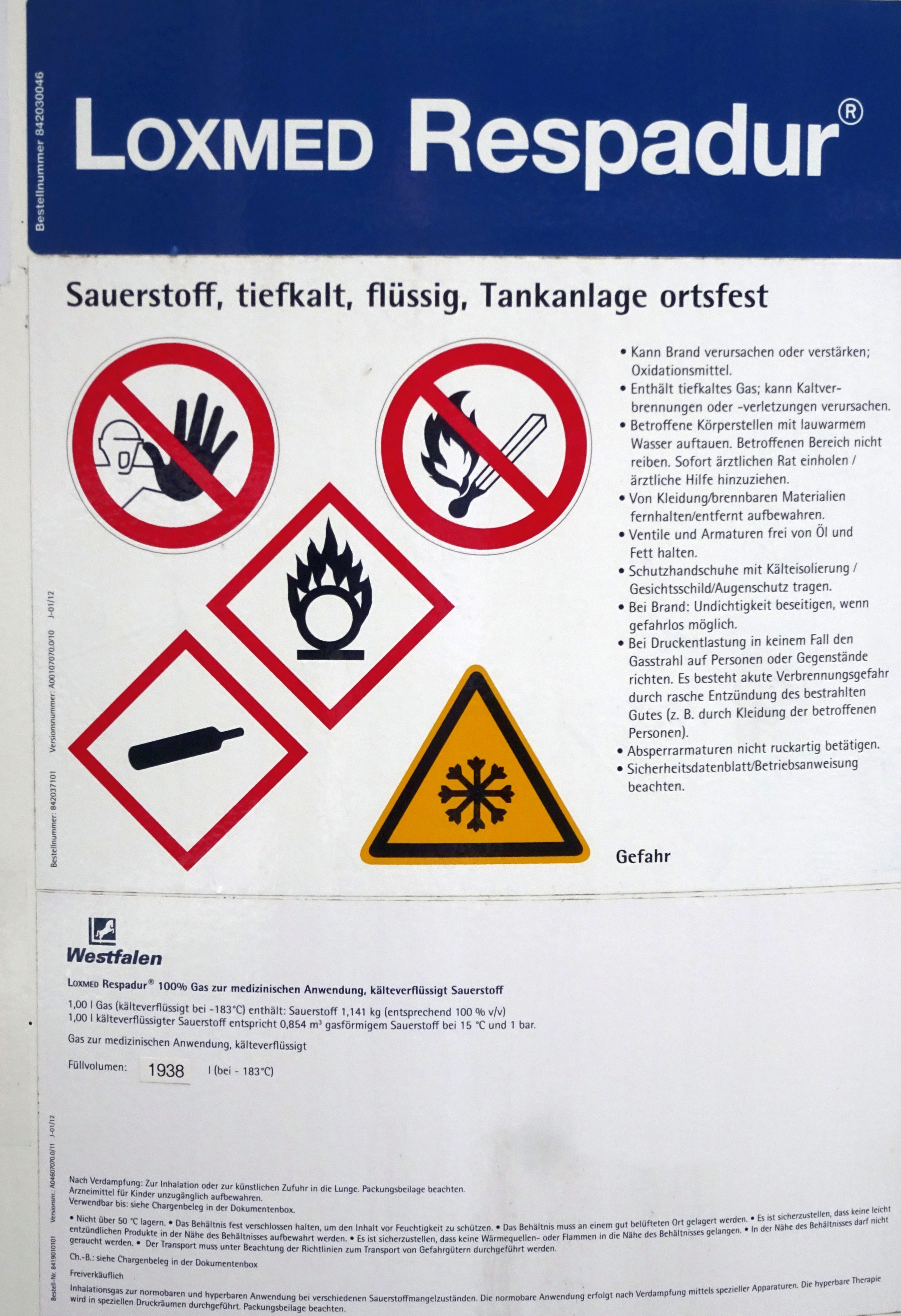
Warnhinweise an einem LOX-Tank, der ein Krankenhaus versorgt: Gefahr durch Kälte und Feuer, Näherungs- und Rauchverbot

Flüssigsauerstoff wird in großen Mengen für industrielle und medizinische Zwecke eingesetzt. Er wird aus dem in der Luft enthaltenen Sauerstoff nach dem Linde-Verfahren durch fraktionierte Destillation hergestellt, ist ein Industrieprodukt und kommerziell erhältlich. Flüssigstickstoff und Flüssigsauerstoff sind Koppelprodukte voneinander und von den Edelgasen Argon, Neon, Krypton und Xenon, da deren Gewinnung nur durch fraktionierte Destillation von Luft möglich ist. Da die Gewinnung dieser Edelgase zusätzliche Verfahrensschritte erfordert, werden sie jedoch nicht in jeder Anlage zur Luftverflüssigung gewonnen.
Flüssigsauerstoff ist als Oxidationsmittel ein üblicher Treibstoff für Raketen mit Flüssigkeitsraketentriebwerk, die heute vor allem in der Raumfahrtindustrie eingesetzt werden, normalerweise mit Kerosin oder Flüssigwasserstoff als zu oxidierende Treibstoffe. Er ist in dieser Funktion ein günstiges und ungiftiges Oxidationsmittel und erzeugt einen starken spezifischen Impuls. Er wurde in den ersten Raketen wie der V2 benutzt (damals unter dem Namen „A-Stoff“) und später in Triebwerken von Redstone, R-7 Semyorka, Atlas und in den Haupttriebwerken der Space Shuttles. Auch neuere Raketen benutzen Flüssigsauerstoff als Oxygenator, z. B. die Ariane 5 und die Falcon 9. Früher wurde Flüssigsauerstoff auch in Interkontinentalraketen genutzt. Moderne Interkontinentalraketen verzichten darauf, weil die kryogenen Eigenschaften und die Notwendigkeit, den verdunstenden Flüssigsauerstoff regelmäßig nachzufüllen, die Einsatzbereitschaft der Raketen negativ beeinflussen.
Flüssigsauerstoff wurde früher auch zur Herstellung von Sprengstoffen („Oxyliquit“) benutzt.

## Sicherheit
Flüssigsauerstoff ist kryogen und kann Materialien bei Kontakt stark verspröden. Er ist zudem ein starkes Oxidationsmittel, stärker als gasförmiger Sauerstoff, weil sich in der flüssigen Phase angeregter Singulett-Sauerstoff vermehrt anreichert. Reduktionsmittel, insbesondere organische Materialien, brennen daher schnell und stark in flüssigem Sauerstoff oder können beim Kontakt mit Flüssigsauerstoff sogar unerwartet detonieren, etwa Öle, Fette und Asphalt, aber auch anorganische Stoffe wie Phosphor oder Magnesium. Anlagen zur Verwendung oder Lagerung von Flüssigsauerstoff müssen daher vollkommen fett- und ölfrei sein.
Stickstoff hat mit −196 °C (77 K) einen niedrigeren Siedepunkt als Sauerstoff (−183 °C, 90 K), so dass Sauerstoff aus der Luft auf Flüssigstickstoff-Leitungen kondensieren und auch hier mit organischem Material spontan reagieren kann. Flüssigstickstoff und Flüssigluft reichern sich bei offener Lagerung mit Flüssigsauerstoff an, weil der Luftsauerstoff an ihrer Oberfläche kondensiert.

## Physikalische Eigenschaften
Flüssiger Sauerstoff ist tiefkalt, hat eine schwach blaue Farbe und ist stark paramagnetisch. Er hat eine Dichte von 1,141 g/cm³ (bei Siedetemperatur und Normaldruck) und ist mäßig kryogen. Gefrierpunkt: 50,5 K (−222,65 °C), Siedepunkt: 90,188 K (−182,96 °C) bei Normaldruck. Flüssigsauerstoff dehnt sich beim Verdunsten und Erwärmung auf Raumtemperatur um den Faktor 860 aus. Er wird in manchen kommerziellen und militärischen Luftfahrzeugen als Quelle für Sauerstoff zum Atmen benutzt.
Das Tetrasauerstoff-Molekül (O4) wurde zuerst von Gilbert N. Lewis 1924 vorhergesagt, der das Molekül als eine Erklärung dafür vorschlug, dass Flüssigsauerstoff nicht dem Curieschen Gesetz folgt. Computersimulationen weisen darauf hin, dass, obwohl keine stabilen O4-Moleküle in Flüssigsauerstoff vorliegen, O2-Moleküle sich zu Paaren mit antiparallelen Spins zusammenlagern und so vorübergehende O4-Einheiten bilden.

## Geschichte
Louis Paul Cailletet und Raoul Pictet gelang die Beobachtung von Tröpfchen flüssiger Luft und damit der Nachweis, dass sich Luft verflüssigen ließ. Die erhaltenen Tröpfchen verdampften allerdings spontan. Erst Karol Olszewski und Zygmunt Florenty Wróblewski gelang 1883 an der Jagiellonen-Universität als Ersten die stabile Verflüssigung von Stickstoff, Kohlenstoffdioxid und Sauerstoff.